# Lagunillas (San Luis Potosí)
Lagunillas es una localidad del estado mexicano de San Luis Potosí, cabecera del municipio homónimo.

## Toponimia
La localidad y el municipio del que es cabecera son conocidos como "Lagunillas" desde el siglo XVII, debido a varias pequeñas lagunas existentes en la zona.

## Geografía
Se encuentra en la ubicación 21°34′50″N 99°33′53″O / 21.58056, -99.56472, a una altitud de 886 m s. n. m. La zona urbana ocupa una superficie de 0.5212 km².

## Demografía
Según los datos registrados en el censo de 2020, la población de Lagunillas es de 399 habitantes, lo que representa un decrecimiento promedio de -1.8% anual en el período 2010-2020 sobre la base de los 475 habitantes registrados en el censo anterior. Al año 2020 la densidad poblacional era de 765,6 hab/km².
| Gráfica de evolución demográfica de Lagunillas entre 2000 y 2020  |
|                                                                   |
| Fuente: Instituto Nacional de Estadística Geografía e Informática |

La población de Lagunillas está mayoritariamente alfabetizada, (8.27% de personas mayores de 15 años analfabetas, según relevamiento del año 2020), con un grado de escolaridad en torno a los 7.5 años. Solo el 2.26% de la población se reconoce como indígena. 

El 91.5% de los habitantes de Lagunillas profesa la religión católica.
En el año 2010 estaba clasificada como una localidad de grado alto de vulnerabilidad social. Según el relevamiento realizado, 246 personas de 15 años o más no habían completado la educación básica, —carencia conocida como rezago educativo—, y 184 personas no disponían de acceso a la salud.

## Economía
Las principales actividades económicas de la población son el comercio y la ganadería.